# Вайс, Соломон Иосифович
Соломо́н Ио́сифович Вайс (1895—1968) — советский учёный, педагог, клиницист, доктор медицинских наук, профессор. Отец певицы Аиды Ведищевой.

## Биография
Соломон Иосифович Вайс окончил одонтологический и лечебный факультеты Харьковского медицинского института. Научную деятельность начал в 1927 году на кафедре Харьковского мединститута, руководимой профессором Е. М. Гофунгом.
С 1935 по 1938 год работал в Киевском стоматологическом институте (ныне стоматологический факультет Национального медицинского университета имени А. А. Богомольца) в качестве доцента и заместителя директора по научной части.
С 1939 по 1950 год возглавлял кафедру терапевтической стоматологии Казанского стоматологического института; в это время он защитил докторскую диссертацию. В годы Великой Отечественной войны работал стоматологом эвакогоспиталей города Казани. С 1942 — консультант Казанской дорожной поликлиники. В 1946—1950 гг. заместитель директора стоматологического института.
В 1951—1968 — заведующий кафедрой одонтологии Иркутского государственного медицинского института. Бессменно руководил областным стоматологическим обществом. В течение ряда лет был членом правления Всероссийского стоматологического общества.
В 1965 году в издательстве «Медицина» вышел «Учебник по терапевтической стоматологии профессора С. Вайса», допущенный Отделом медицинских заведений и кадров Министерства здравоохранения СССР в качестве учебника для студентов медицинских стоматологических институтов и факультетов.
Под руководством профессора С. Вайса выполнено большое количество кандидатских и докторских диссертаций. Перу С. Вайса принадлежат 58 научных работ по терапевтической стоматологии, включая монографию «Болезни пульпы зуба».
За многолетнюю деятельность С. И. Вайс награждён орденом «Знак почета» и медалями.
Умер 24 апреля 1968 года. Похоронен на Радищевском кладбище в Иркутске.

## Семья
Жена — Елена Митрофановна Емельянова, зубной врач Иркутской областной стоматологической клиники. В 1980 году вместе с дочерью, внуком и зятем эмигрировала в США.
- Дочь — Аида Семёновна Веди́щева (урождённая Ида Соломоновна Вайс[2]; род. 10 июня 1941) — советская и американская певица.
  - Внук — Владимир Вячеславович Ведищев (род. 1962), бизнесмен и музыкант. Проживает в США.